# Brunsiella
Brunsiella es un género de foraminífero bentónico de la familia Pseudoammodiscidae, de la superfamilia Earlandioidea, del suborden Fusulinina y del orden Fusulinida. Su especie tipo es Glomospira ammodiscoidea. Su rango cronoestratigráfico abarca desde el Viseense (Carbonífero inferior) hasta Cisuraliense (Pérmico inferior).

## Discusión
Algunas clasificaciones más recientes incluyen Brunsiella en la superfamilia Pseudoammodiscoidea, el suborden Archaediscina, del orden Archaediscida, de la subclase Afusulinana y de la clase Fusulinata.

## Clasificación
Brunsiella incluye a las siguientes especies:
- Brunsiella ammodiscoidea
- Brunsiella concava
- Brunsiella densa
- Brunsiella parva
- Brunsiella reitlingerae